# K.u.k. Infanterieregiment „von Rummer“ Nr. 98
Das k.u.k. Infanterieregiment „von Rummer“ Nr. 98 war ein Regiment der Gemeinsamen Armee Österreich-Ungarns.

## Geschichte
Das Regiment wurde mit 1. Jänner 1883 in Josephstadt in Böhmen aufgestellt. Die Errichtung erfolgte aus je einem Bataillon der Infanterieregimenter Nr. 18, 21 und 71 sowie dem Feldjägerbataillon Nr. 39. Es ergänzte sich aus dem böhmischen Bezirk Hohenmauth. Der Regimentsstab war zunächst in Josephstadt und ab 1894 in Olmütz.
Im Zuge der 1917 in Angriff genommenen Neuorganisation der Armee wurde auch die Feldstärke des Infanterieregiments Nr. 98 im Herbst 1917 von vier auf drei Feldbataillone reduziert. Das I. Bataillon des Regiments wurde mit anderen Bataillonen zur Aufstellung des Infanterieregiments Nr. 118 herangezogen.

### Stand Juli 1914
- Unterstellt – Stab und II. bis IV. Baon: 19. Infanterie-Brigade – 10. Infanterie-Truppendivision – IX. Armeekorps
- Unterstellt – I. Baon: 14. Gebirgs-Brigade – 47. Infanterie-Truppendivision – XVI. Armeekorps
- Umgangssprachen bei Mannschaften: 68 % tschechisch – 28 % deutsch – 4 % verschiedene
- Ergänzungsbezirk: Hohenmauth
- Dislozierung: Stab, II., III. Baon: Josephsstadt – IV. Baon: Hohenmauth – I. Baon: Perzagno
- Kommandant: Oberst Carl Alscher
- Bataillonskommandanten: Oberstleutnant Simon Barza Edler von Barnhöfft (III.), Oberstleutnant Friedrich Schwaller (IV.), Major Stanislaus Nobile de Saraca (II.), Major Anton Mader (I.)[4]
- Deutsche Uniform – Egalisierungsfarbe: lichtdrap – Knöpfe: silber[5]

## Erster Weltkrieg
Das Infanterieregiment Nr. 98 mit dem II., III. und IV. Bataillon war bei Ausbruch des Ersten Weltkrieges im Rahmen der 10. Infanterie-Truppendivision und des übergeordneten IX. Armeekorps der 4. Armee unter General der Infanterie Moritz von Auffenberg unterstellt und für den russischen Kriegsschauplatz bestimmt. Während das Regiment fast ununterbrochen der 10. Infanterie-Truppendivision unterstand, wechselten im Laufe des Krieges die Korps- und Armeezuständigkeiten der Division oder des Korps.

### Schlacht in Galizien
- In der Schlacht von Komarów  musste das Infanterieregiment Nr. 98 bei der bedrängten 39. Honvéd-Infanterie-Truppendivision aushelfen.[7] Während der vom 26. August bis 2. September 1914 dauernden Schlacht, wurde das Regiment zersprengt und hatte 800 Ausfälle zu verzeichnen.[8] Auffenberg vermerkte später, das alle Regimenter der 10. Infanterie-Truppen-Division sich hervorragend geschlagen hätten. Bei einer Inspizierung Ende August, äußerte er sich auch über das Infanterieregiment Nr. 98 zufrieden.[9]
- Während der Schlacht bei Rawa Ruska und dem anschließenden Rückzug an den San und weiter bis nordwestlich von Biecz in Westgalizien, unterstand das Regiment erneut der 10. Division.[10][11] Nach der schweren österreichisch-ungarischen Niederlage bei Rawa Ruska mussten die Regimenter der Division durch Marschbataillone aufgefrischt werden. Mit dem Eintreffen der Reservisten und neuer, ungenügend ausgebildeter Rekruten, machten sich Desintegrationstendenzen bei den einzelnen Regimentern bemerkbar.[12]
- Im Oktober-Feldzug war das Regiment im Verband des IX. Korps an der Rückeroberung von Jarosław am 11. Oktober 1914  beteiligt.[13] Die schlechte Versorgungslage, verursacht auch durch Nachschubschwierigkeiten auf den aufgeweichten, schlammigen Straßen, sowie die Marschleistungen führten zu disziplinären Verfallserscheinungen in der Division unter anderem durch Desertion, die durch den großer Anteil von Ersatzreservisten, Offiziersverluste und Kommunikationsprobleme zwischen deutschen Offizieren und tschechischen Mannschaften noch verstärkt wurden.[14] Nachdem der San erreicht war, wurde das Infanterieregiment Nr. 98 zunächst als Divisionsreserve zurückgehalten. Bei einem russischen Gegenangriff am 20. Oktober gelang es den Russen einen Brückenkopf am rechten Sanufer bei Radymno nördlich von Przemyśl zu bilden. Das Regiment beteiligte sich an der vergeblichen Rückeroberung des Brückenkopfes. Armeebeobachter vermerkten anhand von Meldungen und Erzählungen, dass das Infanterieregiment Nr. 98 und das Feldjägerbataillon Nr. 12 zu den verlässlichsten Einheiten gehörten, während es beim Infanterieregiment Nr. 36 und bei den Landwehrinfanterieregimentern Nr. 9 und 30 zu Auflösungserscheinungen unter anderem wegen Überlaufens zum Feind gekommen sei. Am 26. Oktober wurde die 16. Kompanie des Regiments von den Russen umzingelt und weitgehend gefangen genommen, nachdem im benachbarten Abschnitt Truppen des Landwehrinfanterieregimentes Nr. 30 sich ergeben hatten. Erst am 29. Oktober gelang es dem Regiment die verloren gegangenen Stellungen zurückzuerobern. In den Kämpfen bei Radymno am San hatte das Regiment erneut hohe Verluste zu verzeichnen.[15]

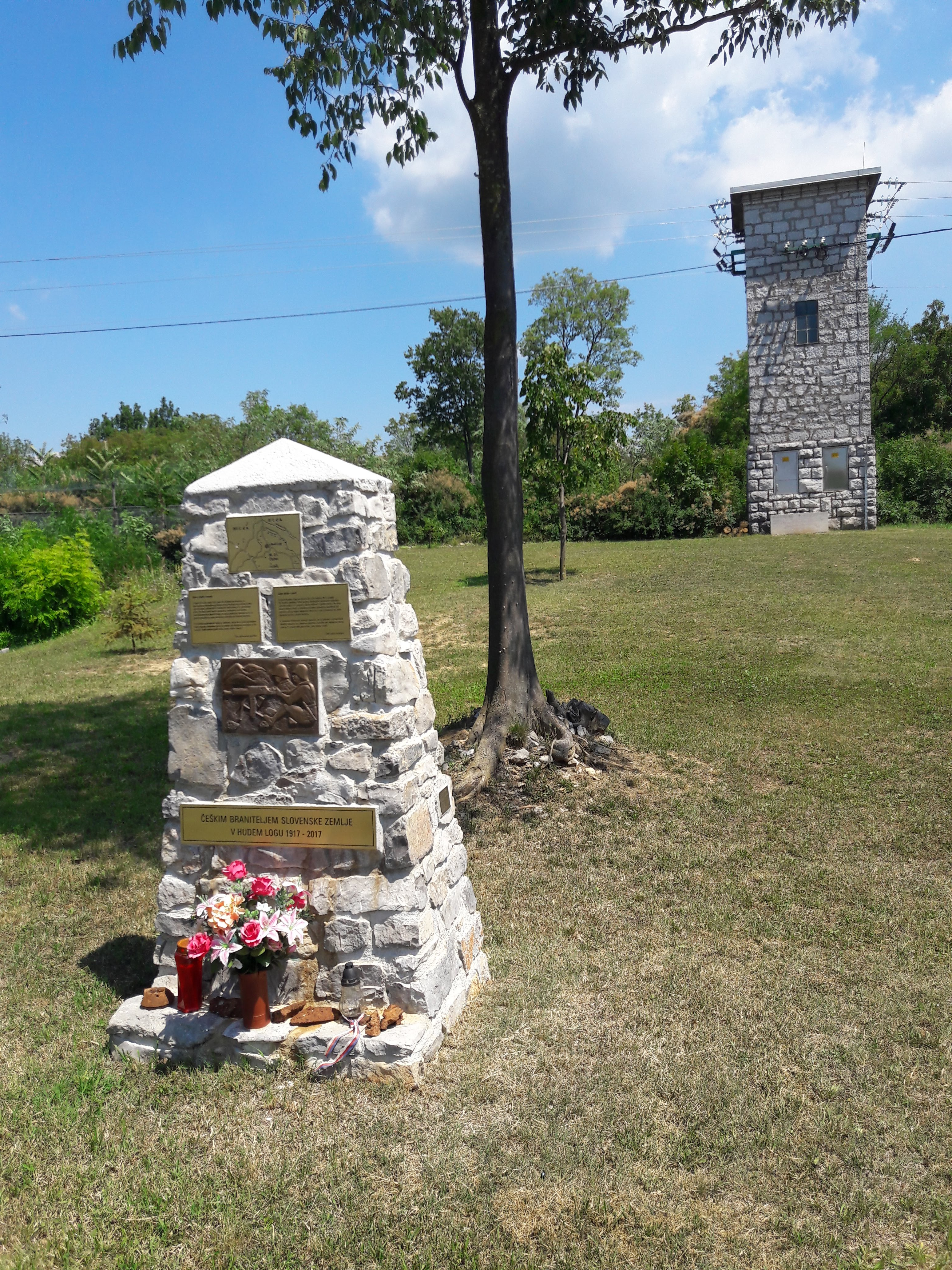
Gedenkstein für die während der 9. und 10. Isonzoschlacht bei Hudi Log eingesetzten tschechischen Regimenter der k.u.k. Armee

### Winterschlacht in den Karpaten
- Anfang November zog sich die gesamte österreichisch-ungarischen Armee Richtung Westgalizien zurück. Das Infanterieregiment Nr. 98 wurde im Verband der 3. Armee in die Karpaten zur Verteidigung der Karpatenpässe gegen die nachrückende russische 8. Armee unter General Brussilow beordert. Am 11. November 1914 langte das IX. Korps im Raum Krempna in den Niederen Beskiden an. Das Regiment wurde durch das IV. Marschbataillon aufgefrischt, die hohen Verluste der ersten Kriegsmonate konnten aber qualitativ nicht ausgeglichen werden. So wurde bei den Offizieren verstärkt auf Reserveleutnants zurückgegriffen, beim Infanterieregiment Nr. 98 waren sechs von zwölf Kompaniekommandanten Reserveoffiziere. Am 20. November befahl Armeekommandant Boroévic dem IX. Korps vorzurücken, um die andrängenden Russen aufzuhalten.[16] Der Angriff scheiterte drei Tage später im Zuge einer russischen Gegenoffensive und brachte dem Korps hohe Verluste ein, die insbesondere durch Zerfallsprozesse gekennzeichnet waren. Das Infanterieregiment Nr. 98 hatte mit 100 Ausfällen noch die geringsten Verluste zu verzeichnen. Der Gesamtzustand der Truppe war durch die Kämpfe und die mehrtägigen Aufenthalte im Freien bei Schnee und Kälte allerdings sehr erschöpft. Am 28. November begann der Rückzug der Division zunächst nach Alsópagony und am Tag darauf nach Bartfeld, das aber ebenfalls vor den nachrückenden Russen aufgegeben werden musste.[17]

- Im Verlauf der Schlacht bei Limanowa–Lapanow konnte das von General Rudolf Králíček übernommene IX. Korps am 12. Dezember die Linie Ropa - Ropica Polska - Sękowa und am 14. Dezember Gromnik einnehmen. Der Vorstoß war erneut mit zahlreichen Ausfällen verbunden. Am 19. Dezember erschöpfte sich der Angriff mit dem Erreichen des Raumes von Joniny und Ryglice. In der anschließenden russischen Gegenoffensive wurde die 10. Infanterietruppendivision bis zum 21. Dezember fast vollständig aufgerieben und bis Szerny zurückgedrängt.[18] Sie wies Ende Dezember 1914 nur noch 600 gefechtsbereite Soldaten auf.[19] Am 26. Dezember wurde die Division retabliert und mit den V. Marschbataillonen praktisch neu aufgestellt. Von Anfang Jänner 1915 an lag Division in der Dauerstellung an der Straße Gorlice – Grybów.[20] Seit Kriegsbeginn hatte das Infanterieregiment Nr. 98 114 Offiziere und 8080 Mannschaften an Gefallenen, Verwundeten, Erkrankten, Vermissten und Gefangenen verloren. Ausfälle konnten qualitativ nicht mehr kompensiert werden. Ende Jänner 1915 waren von den Mannschaften des Regiments nur noch 29 % in Friedenszeiten ausgebildet worden.[21] Der neue Divisionskommandeur General Artur von Mecenseffy zeigte sich im Februar dennoch zufrieden über den Gefechtsstand des Regiments, im Gegensatz zu anderen Regimentern seiner Division.[22]

- Während der zweiten Winterschlacht in den Karpaten Anfang März 1915 griff das Regiment stets im Verband der 10. ID die russischen Stellungen auf den Höhen südlich und südöstlich von Gorlice an. Durch russisches MG-Feuer erlitt das Regiment erneut Verluste.[23] Der Angriff blieb schließlich stecken. Sieben Tage später am 18. März wurde der Angriff wiederholt. Bei einem russischen Gegenstoß wurden Teile des Infanterieregiments Nr. 98 überrumpelt und zogen sich fluchtartig zurück. Mecenseffy kritisierte, dass sich das Regiment ohne Widerstand zu leisten zurückgezogen habe und verlangte eine Untersuchung des Falls. Am 20. März wurde der Angriff ohne Ergebnis abgebrochen.[24] Nach Reiter scheiterte der Angriffsversuch aufgrund der winterlichen Verhältnisse, die eine Artillerieunterstützung im Schneetreiben nur unzureichend zuließen und die Abwehrversuche des Gegners nicht unterbinden konnten.[25] Mecenseffy, der viel Wert auf Ordnung und Disziplin legte, griff mit Strenge gegen Disziplinlosigkeiten durch und betrachtete Hinrichtungen als geeignetes Mittel, um die Disziplin aufrechtzuerhalten. Diesen Vorgaben fiel am 17. April 1915 auch ein Zugführer des Infanterieregiments Nr. 98 zum Opfer, der wegen Desertion und Feigheit standrechtlich erschossen wurde.[26] Auch gegen seinen Vorstellungen nicht entsprechende Offiziere ging er vor. So beantragte er den Austausch von Oberst der Reserve Ernst Forstner der 98er, der seiner Meinung nach den Anforderungen physisch nicht gewachsen war. In ähnlicher Weise ließ er den Interimskommandanten des Regiments, Hauptmann Franke, austauschen, den er für die Aufrechterhaltung der Disziplin und Ordnung als vollkommen ungeeignet ansah.[27]

### Durchbruchsschlacht bei Gorlice-Tarnów
- Ende April 1915 wurde in Anbetracht der geplanten deutsch-österreichischen Offensive die 10. Infanterie-Truppendivision zunächst der Armeereserve zugewiesen und vor Schlachtbeginn der k.u.k. 4. Armee unterstellt. Im Zuge des Durchbruches bei Gorlice-Tarnów lobte sowohl der deutsche Oberbefehlshaber der Offensive, August von Mackensen, als auch Mecenseffy das Vorgehen der Division.[28]

- In der Nacht auf den 7. Mai setzte das Regiment über die Wisłoka und eroberte die dahinter liegenden Bukowinahöhen. Am 18. Mai konnte mit deutscher Unterstützung bei Sieniawa ein Brückenkopf über den San eingerichtet werden. Der Offensivdrang und die Verfolgung der sich zurückziehenden Russen war allerdings mit erheblichen Ausfällen verbunden. Allein beim Übergang über die Wisłoka und der anschließenden Eroberung, der von den russischen Truppen verteidigten Bukowinhöhen verlor das Regiment fast 600 Mann an Toten und Verletzten.[29][30] Die 98er waren am Brückenkopf Sieniawa zunächst als Divisionsreserve eingeteilt. Am Abend des 26. Mai löste das Regiment die letzten abziehenden Truppen der deutschen 19. Infanterie-Division am Brückenkopf ab. In der gleichen Nacht griffen die 21. kaukasische und Teile der 13. sibirischen Division den Brückenkopf an. Zunächst am rechten Flügel an dem das Infanterieregiment 98 stand und später am linken Flügel, an dem sie das Infanterieregiment Nr. 36 überwältigten.[31] Der Zusammenbruch der 36er war nach Divisionskommandeur Mecenseffy durch Verrat und Kollaboration mit dem Feind durch die tschechischen Mannschaften bedingt, weshalb das Regiment nicht mehr aufgestellt wurde. Während die 98er noch einen relativ hohen Stand aktiver Offiziere aufweisen konnten, standen bei den 36er zahlreiche unerfahrene, neu ausgebildete Offiziere, was nach Reiter sich auf den Zusammenhalt des Regiments auswirkte. Zusätzlich besaß das Infanterieregiment Nr. 98 den höchsten Stand deutschsprachiger Mannschaften im Vergleich zu den anderen Regimentern der 10. Infanterietruppendivision auf, was sich nach Reiter zusätzlich als stabilisierend auswirkte.[32] Das Regiment konnte einen weiteren Angriff auf seinen Abschnitt abwehren, musste aber nach der Zerschlagung der Infanterieregimenter Nr. 21 und 62 im Nachbarabschnitt weichen, um nicht eingeschlossen zu werden. In der Folge musste der Brückenkopf aufgegeben werden, was allerdings ohne weitere Folgen für den Feldzug blieb.[33]

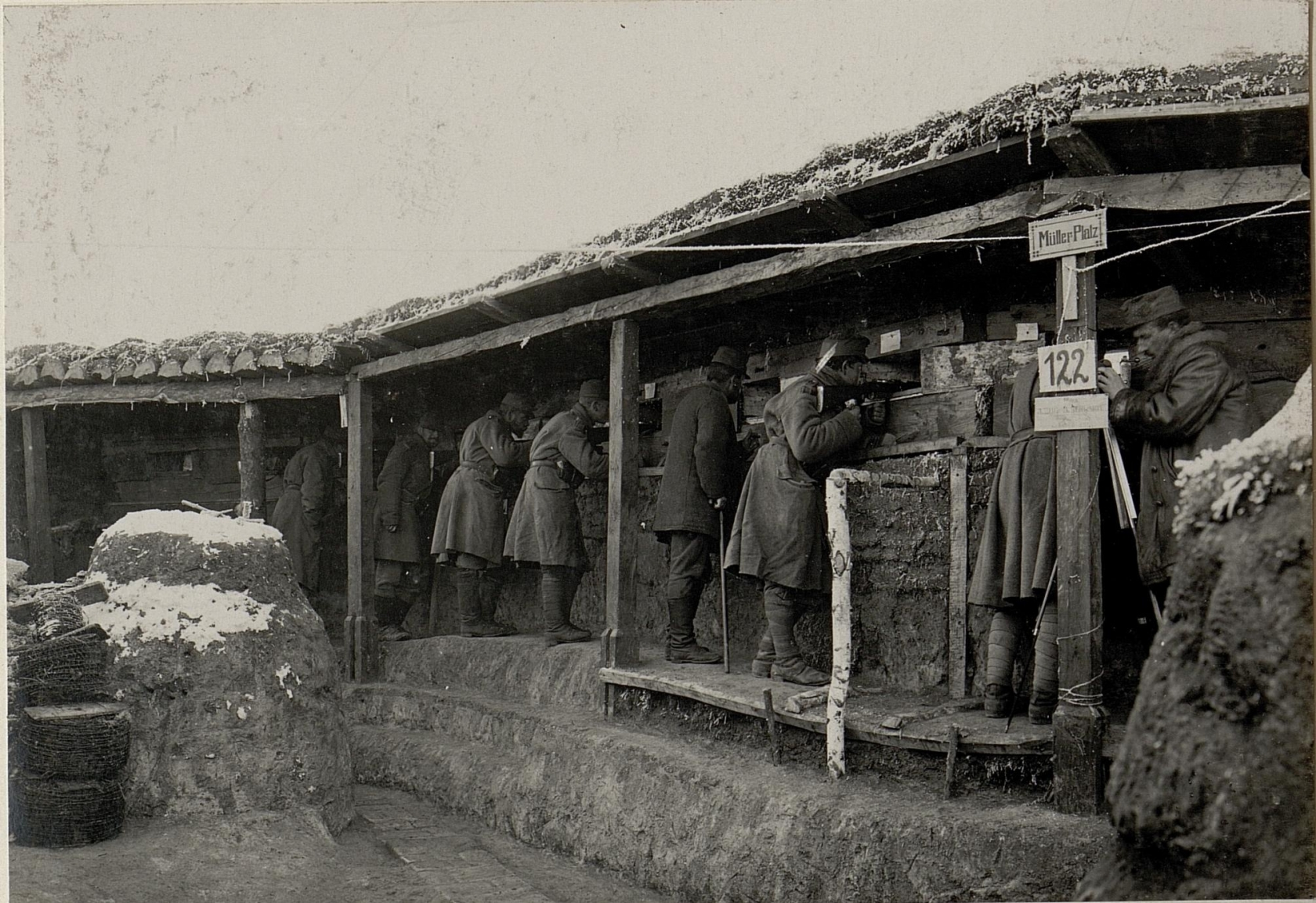
Schützengraben des IR 98 südöstlich Ujezdey. Aufgenommen am 26. November 1915

### Feldzug von Brest-Litowsk und Rowno
- Im Zuge der Ende Juni 1915 eingesetzten deutsch-österreichischen Offensive kämpfte das Regiment im Verband der 10. Division in der Schlacht bei Tomaszów.[34] Bis Anfang Juli konnten weitere Erfolge erzielt werden. In der sogenannten Zweiten Schlacht bei Kraśnik Anfang Juli 1916 war man in verlustreiche Abwehrkämpfe während der russischen Gegenoffensive der 8. Armee am Fluss Bystrzyca verwickelt.[35] Nach einem wiederholten russischen Gegenangriff musste die 10. Infanterietruppendivision am 8. Juli zurückweichen. Das Infanterieregiment Nr. 98 hatte mit über 2100 Mann besonders hohe Verluste zu verzeichnen und wurde praktisch ausgelöscht. Der Stand des Regiments betrug nun nur noch 182 Mann. Der Regimentskommandant Oberst Hohenberger führte die Ausfälle, fast die Hälfte waren als Vermisst gemeldet, auf eine gewisse Gefechtsmüdigkeit zurück. Auf eine Untersuchung des Vorfalls, wie noch bei den anderen tschechischen Regimentern der Division zuvor, wurde allerdings angesichts der hohen Gesamtverluste in der Schlacht verzichtet.[36]
- Nach dem Zurückweichen der k.u.k. 4. Armee im Feldzug nach Rowno, lag das aufgefrischte Regiment Mitte September 1915 in Verteidigungsstellungen am Fluss Styr nördlich von Hirka Polonka. In der Nacht vom 21. auf den 22. September 1915 gelang es den russischen Infanterieregimentern Nr. 45 und 46 über den Styr zu setzen und das I. und III. Bataillon des Infanterieregiments Nr. 98 sowie das I. Bataillon des Infanterieregiments Nr. 18 zu umfassen und anschließend zum Großteil gefangen zu nehmen.[37] In der ersten Oktoberhälfte richtete die 4. Armee nach der Rückeroberung von Łuck ihre Winterstellung an der Putilowka ein. Bei vergeblichen russischen Angriffen auf die Stellung im Bereich des Infanterieregiments Nr. 98 südöstlich von Ujedcy zwischen dem 6. und 9. Oktober 1915 hatte das Regiment erneut hohe Ausfälle durch Gefangennahmen zu verzeichnen. Erneut wurde von höheren Kommandostellen die Zuverlässigkeit des Regiments in Frage gestellt, ohne dass es aber zu weiteren Konsequenzen kam. Als mildernde Umstände wurden die schlechte Versorgungslage und die erschöpften Mannschaften geltend gemacht. Nach Mecenseffy sollte die Truppe durch strenge Disziplin wieder auf Trapp gebracht werden. Im Winter 1915/16 kam es im Bereich der 10. Infanterie-Truppendivision zu keinen weiteren größeren Vorkommnissen mehr.[38]

### Südtiroloffensive
- Ende März 1916 wurde das Regiment im Verband der 10. Infanterie-Truppendivision in das südliche Tirol verlegt.[39] Es griff nach dem Beginn der Offensive am 15. Mai zunächst nicht mit in die Kämpfe ein, da die Division die Armeereserve der 3. Armee bildete. Nach Abgang der 3. Armee an die Ostfront zur Eindämmung der Brussilow-Offensive, verblieb die 10. Infanterie-Truppendivision im Verband des III. Korps im südlichen Tirol. Bei Abbruch der Offensive Mitte Juni stand das Infanterieregiment Nr. 98 nördlich von Asiago.[40] Ende Juni lag es nach dem Bezug der neuen Dauerstellung auf der Hochebene von Asiago im Verband der 20. Infanteriebrigade in der unteren Assaschlucht nördlich von Canove, einem Ortsteil von Roana. Am 9. Juli wurde die Brigade in den Raum Monte Zebio nördlich von Asiago zur Verstärkung der 22. Landwehr-Division verlegt, als der Frontabschnitt während der italienischen Gegenoffensive zum Angriffsziel italienischer Truppenverbände wurde. Bis zum Ende der italienischen Angriffsbemühungen Ende Juli wies das Regiment mehrere italienische Angriffe in seinem Abschnittsbereich ab. Anschließend besetzte es wieder den Frontabschnitt in der unteren Assaschlucht.[41]

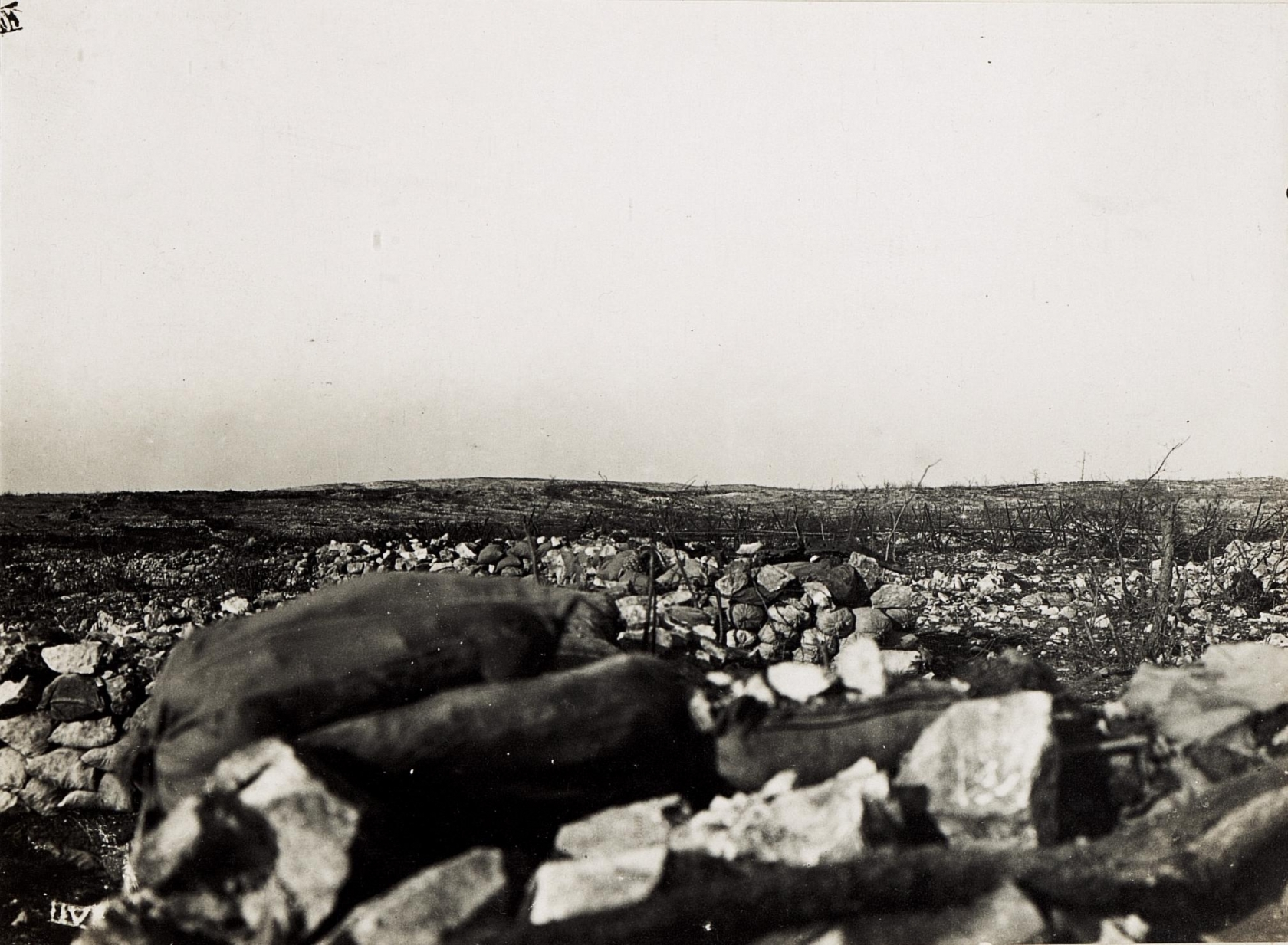
Österreichisch-ungarische Stellungen auf dem Karst bei Hudi Log

### Isonzoschlachten
- Am 23. September 1916 wurde das Infanterieregiment Nr. 98 im Verband der 10. Infanterie-Truppendivision von der Heeresgruppe Erzherzog Eugen an die 5. Armee am Isonzo abgegeben. Am 10. Oktober traf das Regiment am neuen Frontabschnitt auf dem Karst ein, als die 8. Isonzoschlacht bereits im Gange war. Es wurde zunächst noch als Korpsreserve des XXIII. Korps zurückgehalten.[42]

- Während der anschließenden 9. Isonzoschlacht verteidigte das Regiment den Frontabschnitt südöstlich von Doberdò zwischen Lukatić und Hudi Log.[43]  Bei den zwischen dem 12. und 15. Oktober vorgetragenen Angriffen der italienischen Infanterie-Brigade „Catanzaro“ (Inf.Rgt 141. und 142.) auf den von den 98ern gehaltenen Abschnitt, gelang es den Italienern Teile des Abschnitts zu erobern und im Grabenkampf Mann gegen Mann vorübergehend zu halten.[44] Am 1. November ging der Abschnitt bei Lukatić erneut beim Angriff italienischen Infanterie-Brigade „Mantova“ verloren. Nach heftigen Gegenangriffen und fehlender Verbindung mit den eigenen Linien, mussten die Italiener den Abschnitt aber wieder aufgegeben. Bei dem Angriff verlor die Brigade „Mantova“ knapp 1100 Mann, darunter 39 Offiziere.[45]

- Die 10. Infanterie-Truppendivision verblieb den Winter 1916/17  auf der Karsthochfläche zwischen Komen, Sesana und Triest. Im Laufe der 10. Isonzoschlacht im Frühjahr 1917 durchbrach die italienische Infanterie-Brigade Catanzaro am 23. Mai 1917 bei Lukatić den vom Infanterieregiment Nr. 98 gehaltenen Frontabschnitt. Dem IV. Bataillon gelang es allerdings Teile des Abschnitts zurückzuerobern. Bei dem italienischen Angriff, der durch starkes Artillerie- und Minenwerferfeuer eingeleitet worden war, trug das Regiment hohe Verluste davon. Das IV. Bataillon hielt mit dem Infanterieregiment Nr. 21 auch den weiteren Angriffen an diesem Tag stand. Erst am Abend gelang den Italienern ein neuer Einbruch bei Lukatić.[46] Nach Angaben der Infanterie-Brigade Catanzaro konnten die Brigade bei dem Angriff über 1000 Gefangene machen und zahlreiches Kriegsmaterial einbringen.[47] Am 24. Mai hatten sich die Reste des Regiments an der zweiten Verteidigungslinie gesammelt, die nur wenige hundert Meter hinter der ersten Linie lag. Am Tag darauf konnten weitere italienische Angriffe auf die neue Linie abgewiesen werden.[48] Dennoch gelang es den Italienern nicht die Linie Lukatić – Hudi Log dauerhaft zu halten. Zudem band die hartnäckige Verteidigung zahlreiche italienische Kräfte, die andernorts fehlten, so dass die italienische Offensive scheiterte.[49] Anschließend wurde das Regiment aus der Front genommen und durch das Infanterieregiment Nr. 73 ersetzt. Am österreich-ungarischen Gegenstoß im südwestlich angrenzenden Frontabschnitt bei Flondar am 4. Juni nahm es nicht mehr teil.[50]

- Bei Beginn der 11. Isonzoschlacht am 17. August lag das Regiment mit der 10. Division noch bei Laibach zur Retablierung. Nach dem zweiten Angriffstag wurde die Division als Armeereserve in Frontnähe verlegt, griff aber nicht mehr ein und löste erst nach Ende der Schlacht andere Verbände ab.[51]

- Nach dem Zusammenbruch der italienischen Front infolge der 12. Isonzoschlacht nahm man die Verfolgung der in aller Eile abziehenden italienischen Truppen auf. Am 29. Oktober 1917 stand die Division westlich von Monfalcone bei Pieris vor der von den Italienern gesprengten Isonzobrücke. Nachdem am 30. Cervignano erreicht war, lieferte sich am nächsten in Latisana am Tagliamento heftige Gefechte mit italienischen Nachhuten.[52] In den folgenden Tagen sammelte sich Division bei Latisana am Ostufer des Tagliamento und setzte schließlich mit Booten am 5. November über den Fluss. Anschließend stieß man bis Portogruaro und Fossalta di Portogruaro vor und überschritt die Livenza am 6. November. Wenige Tage später stand man nach weiteren Gefechten mit abziehenden italienischen Truppen am Ostufer des Piave.[53]

### Piaveschlachten

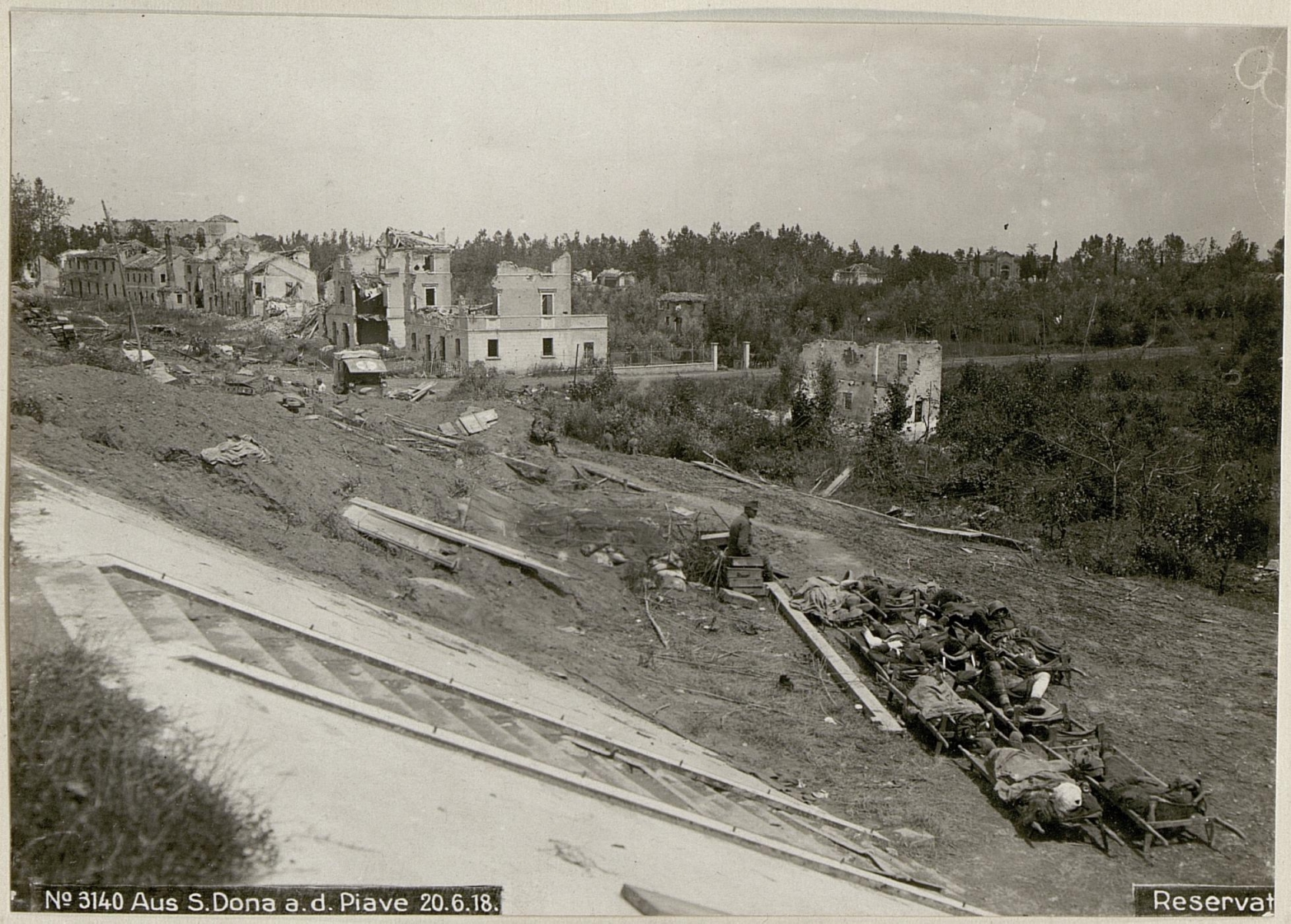
Österreichisch-ungarische Verwundete am Piavedamm in San Donà di Piave während der Zweiten Piaveschlacht

- In der ersten Piaveschlacht versuchte die 10. Division am 16. November 1917 bei San Donà di Piave über den Piave zu setzen, musste aber nach heftiger Gegenwehr die Überschiffung abbrechen.[54] Danach kam es zu keinem weiteren Übersetzungsversuch mehr. In der zweiten Jännerhälfte 1918 kehrte die Division nach einer Erholungsphase wieder an den Piave zurück und löste die 41. Honvéd-Infanteriedivision ab.[55]

- Im Rahmen der zweiten Piaveschlacht sollte die Division als Ablenkungsmanöver, entlang der Eisenbahnstrecke San Donà di Piave – Meolo – Mestre vorstoßen. Gleich am ersten Angriffstag am 15. Juni 1918 gelang dem Infanterieregiment Nr. 98 südlich von San Donà di Piave der Übergang über den Piave.[56] Nach vier Tagen heftiger Kämpfe war das Regiment, das einzige der 10. Division, das noch am Westufer stand und wurde deshalb der 46. Schützen-Division unterstellt. Am Abend des 21. Juni musste auch das Infanterieregiment Nr. 98 an das Ostufer zurückgenommen werden, das den Piave ungestört überqueren konnte. Anschließend war die Division mit der Sicherung der Piavemündung und Piaveübergänge betraut. Die verlustreichen Kämpfe am Piave dauerten über den 23. Juni hinaus an.[57] Am 2. Juli wurde die abgekämpfte Division aus der Front genommen und nach Codroipo verlegt.[58] Im Raum Codroipo verblieb sie den Sommer über. Im August wurde die Division der 6. Armee unterstellt und als Armeereserve in den Raum Vittorio Veneto verlegt. Bei Vittorio verblieb sie bis zum 20. Oktober, um anschließend in den Raum Francenigo südlich von Sacile verlegt zu werden.[59]

### Schlacht von Vittorio Veneto
- Einen Tag nach Beginn der italienischen Schlussoffensive rückte die Division am 27. Oktober bis westlich Conegliano vor. Sie sollte nach den Plänen des Armeekommandanten General Alois Schönburg-Hartenstein zusammen mit drei weiteren zusammengezogenen Divisionen am 29. die westlich von Oderzo über den Piave vorgedrungenen italienischen und britische Truppen zurückwerfen. Dazu kam es wegen zunehmender Auflösungserscheinungen und dem schnellen Ausbaus des Brückenkopfes durch nachrückende italienische und britischen Einheiten nicht mehr. Am 29. Oktober löste sich die durch Abwehrkämpfe dezimierte, am Monticano stehende Division vom Gegner und begann sich nach Norden zurückzuziehen.[60] Das Infanterieregiment Nr. 98 konnte sich auf dem Weg nach Norden der Gefangennahme entziehen und gelangte nach Böhmen zurück. Bereits im Dezember 1918 waren die Reste des Regiments, ergänzt durch Angehörige des ehemaligen k.k. Schützenregiments Nr. 30, in Kämpfe in der von Tschechen und Ungarn beanspruchten Slowakei verwickelt.[61]

## Regimentsinhaber
Der Regimentsinhaber war zunächst unbesetzt und ab
- 1887 Feldmarschalleutnant Franz Stransky Edler von Dresdenberg
- 1903 Feldzeugmeister Carl Horsetzky Edler von Hornthal
- 1906 Feldzeugmeister Julius Latscher Freiherr von Lauendorf
- 1910 General der Infanterie Adolf Rummer von Rummershof

## Regimentskommandanten
- 1883 Oberst Carl Hopels von Mirnach
- 1886 Oberst Eduard von Kähling
- 1890 Oberst Ernst Edler von Vivenot
- 1894 Oberst Emil Sandmann
- 1902 Oberst Carl Pototschnigg
- 1912 Oberst Joseph Leskoschek
- 1914 Oberst Carl Alscher
- 1915 Oberst Eduard Maag
- 1915–1916 Oberst Georg Hohenberger
- 1917 vakant Vertreter: Oberstleutnant Josef Degelmann
- 1918 Oberst Hugo Scheler

## Friedensgarnisonen
Das Regimentskommando (Stab) war zunächst in Josephstadt und ab 1894 Olmütz.
- 1902:   Stab + 1. und 3. Baon: Josephstadt, 2.Baon: Avtovac, 4.Baon: Hohenmauth
- 1905: Stab + 1. + 3. Josephstadt, 2. Königgrätz, 4. Hohenmauth
- 1912:   Stab, 2. + 3. Josephstadt, 1. Cattaro, 4. Hohenmauth
- 1913:   Stab, 2. + 3. Josephstadt, 1. Budua, 4. Hohenmauth

## Bekannte Angehörige des Regiments
- Bedřich Havlena (1888–1918), tschechischer Nationalheld, Überlaufer und Mitbegründer des tschechischen Freiwilligenkorps in Italien. 1918 am Piave gefangen genommen und hingerichtet worden.[62]